# Hatványtörvény
A matematikában a hatványtörvény két mennyiség közötti kapcsolatról szól.
Ha egy esemény változása valamely jellemzőjének hatványával arányos, akkor azt mondjuk, hogy a hatványtörvény szerint viselkedik.

Egy hatványtörvény ábrázolás

Az ábrán egy példa látható a hatványtörvényre, amely mutatja a lakosság rang szerinti eloszlását. Jobb felé hosszú farok látható, ez a lakosság többsége, és bal oldalon azon kevesek, akik dominálnak (80-20-as törvényként vagy Pareto-elvként is ismert).
Például ha egy város populációja a lakossága számának hatványa szerint változik, ekkor a hatványtörvény szerint történik a változás.
Bizonyítható, hogy számos fizikai, biológiai és emberalkotta jelenség a hatványtörvény szerint működik, mint például a földrengések mérete, a Hold kráterei, a Napkitörések, legtöbb nyelvben a szavak előfordulási gyakorisága, családi nevek előfordulása, háborúk mérete, és sok más mennyiség.

## A hatványtörvény tulajdonságai

### Skála-invariancia
A hatványtörvény fő jellemzője, ami érdekessé teszi, a skálainvariancia.
Tekintsük a {\displaystyle f(x)=ax^{k}} függvényt.
Ha megváltoztatjuk az {\displaystyle x} jellemzőt egy {\displaystyle c} konstanssal, akkor az eredeti függvényt ez csak arányaiban módosítja, azaz:
{\displaystyle f(cx)=a(cx)^{k}=c^{k}f(x)\propto f(x).\!}
vagyis a {\displaystyle c} csak megszorozza az eredeti összefüggést, egy {\displaystyle c^{k}} konstanssal.
Ezért a hatványtörvény szerint viselkedő összefüggések egymástól csak egy adott skálatényezővel különböznek.
Ez a viselkedés produkálja azt a lineáris összefüggést, amikor vesszük {\displaystyle f(x)} és {\displaystyle x} logaritmusait, és ezért a log-log ábrázolásban az egyenes vonalat, a hatványtörvény aláírásának is szokták hívni.
Valós adatok esetén ez az egyenesség szükségszerű, de nem elégséges feltétel ahhoz, hogy az adat a hatványtörvényt követi.
Valójában, több módon is lehet olyan adatokat generálni, melyek ‘mímelik’ ezt az ‘aláírás’ viselkedést, de az aszimptotikus határoknál nem valódi hatványtörvények ( például, ha lognormális eloszlás szerint generálunk adatokat, stb.).
Ezért a statisztikai kutatásban aktív terület a hatványtörvény megállapítása, érvényesítése.

## Hatványtörvény összefüggések
Általánosságban a hatványtörvény a fenti polinom formáját követi, és széles körben található a matematikában és egyéb tudományokban.
Mindazonáltal, nem minden polinom függvény hatványtörvény, mert nem minden polinom rendelkezik a skála invariancia tulajdonságával.
Tipikusan, egyváltozós polinomok felelnek meg a hatványtörvénynek, és ezt explicit módon használják természeti folyamatok leírására.
Például, az alometria skála törvénye a legjobban ismert hatványtörvény a biológiában.
Ebben a kontextusban, a {\displaystyle o(x^{k})} kifejezés a legtipikusabb kifejezés, mely kiegészítve a {\displaystyle \varepsilon } szórási/eltérési taggal, reprezentálja számos megfigyelés bizonytalanságát (mérési vagy mintavételi hibák), vagy egy egyszerű módot nyújt a hatványtörvénytől történő eltérés észlelésére:
{\displaystyle y=ax^{k}+\varepsilon .\!}
A tudományos érdeklődés a hatványtörvény iránt részben abból származik, hogy megkönnyíti bizonyos általános mechanizmusok megértését.
A hatványtörvény egyes adatmennyiségnél, egy speciális mechanizmusra utal, ami alapjául szolgálhat a kérdéses adatok természet jelenségként való értékelésének, és jelezhet egy mélyebb összefüggést más, nem közvetlenül kapcsolódó rendszerekkel.
A mindenhol jelenlevő hatványtörvény a fizikában részben a fizikai korlátok miatt van, míg komplex rendszereknél gyakran jelzi a sztochasztikus folyamatok specifikus hierarchiáját.
Néhány figyelemre méltó példa: a Gutenberg-Ricter féle törvény a földrengések méretére vonatkozóan, a Pareto-eloszlás, a jövedelmek eloszlásáról, vagy a fraktálok strukturális azonossága, stb.
A hatványtörvény eredetének kutatása aktív téma a fizikában, számítástechnikában, nyelvészetben, geofizikában, neurotudományokban, szociológiában, gazdaságtanban, és sok más tudományágban.
A hatványtörvény iránti érdeklődés többnyire a valószínűség eloszlások tanulmányozásából ered. Ismert, hogy az eloszlások nagy része követi a hatványtörvényt, de legalábbis a felső faroknál (a nagy mennyiségeknél).
Ezen nagy mennyiségek viselkedése kapcsolódik a nagy eltérések elméletéhez (más néven: extrémérték-elmélet), mely az extrém ritka eseményeket tanulmányozza, mint például egy tőzsdekrach és nagy természeti katasztrófák.

## Példák a hatványtörvényre
- Stevens-féle hatványtörvény a pszichofizikában
- Stefan–Boltzmann-törvény
- FET és Vákuumcsővek esetében a bemeneti feszültség – kimeneti áram görbék
- van der Waals-erők modellje
- Az egyszerű harmonikus mozgás
- Kepler harmadik törvénye
- M-sigma összefüggés
- Kleiber-törvény
- Taylor-törvény (ekológia)
- Tér-kocka törvény (a felület aránya a tömeghez képest)
- Fraktálok
- Pareto-elv
- Zipf-eloszlás
- Biztonságos működési terület félvezetőkben (maximális feszültség és áram)
- Konstrukciós törvény

## Változatok

### Tört hatványtörvény
A tört hatványtörvény határértékkel definiálható:
{\displaystyle f(x)\propto x^{\alpha _{1}}} for {\displaystyle x<x_{\text{th}}},
{\displaystyle f(x)\propto x_{\text{th}}^{\alpha _{1}-\alpha _{2}}x^{\alpha _{2}}} for {\displaystyle x>x_{\text{th}}}.

### Hatványtörvény exponenciális lezárással
Ebben az esetben a hatványtörvény egy exponenciális függvénnyel van megszorozva:
{\displaystyle f(x)\propto x^{\alpha }e^{\beta x}.}

### Hajlított hatványtörvény
{\displaystyle f(x)\propto x^{\alpha +\beta x}}

## Grafikai módszerek a hatványtörvény azonosítására
Több módszer is ismert a hatványtörvény grafikai azonosítására.
A legtöbbet használt módszer a véletlenszerű mintákból készített Pareto Q-Q ábrázolás (Q, kvantilist jelent). Feltételezzük, hogy a véletlenszerűen vett minták egy valószínűségi eloszlásból származnak, és végül is azt szeretnénk megtudni, hogy az eloszlás farok része megfelel a hatványtörvénynek (más szavakkal: az eloszlásnak van-e Pareto farok része).
Egy másik grafikus módszer a reziduális kvantilis függvények alkalmazása.
A log-log típusú ábrázolás is alkalmas a hatványtörvény grafikus felismerésére.Ennek a módszernek a hátránya, hogy nagy mennyiségű diszkrét adatra van szükség.

## Fordítás
- Ez a szócikk részben vagy egészben  a   Power law című angol Wikipédia-szócikk ezen változatának fordításán alapul.  Az eredeti cikk szerkesztőit annak laptörténete sorolja fel. Ez a jelzés csupán a megfogalmazás eredetét és a szerzői jogokat jelzi, nem szolgál a cikkben szereplő információk forrásmegjelöléseként.